# Centro Ciudad Comercial Tamanaco
El Centro Ciudad Comercial Tamanaco (C.C.C.T) es un centro comercial de Caracas. Fue el centro comercial más grande de Venezuela hasta la construcción del Sambil Caracas en 1998. Está ubicado en la urbanización de Chuao, Municipio Chacao, en la Autopista Francisco Fajardo. Cuenta con 5 torres de oficinas, un centro comercial de 450 tiendas, 5000 puestos y un hotel. Destaca una pirámide invertida que fue inaugurada con la primera etapa del complejo.

## Historia

### Edificación de la primera etapa del CCCT (1972–1976)
La Caracas de la segunda mitad del siglo XX estaba ya lista para dar nacimiento a obras civiles magnas, pues contaba con una eficiente trama vial y conjuntos urbanos construidos en su mayor parte durante las décadas de los cincuenta y sesenta.
Esto lo comprendieron hombres visionarios como don Siro Febres-Cordero, ingeniero merideño y exitoso empresario, quien concibió el más ambicioso proyecto para la capital: el Centro Ciudad Comercial Tamanaco, al estilo de los grandes  shopping cities que nacían en las principales capitales del mundo. Un centro comercial de 480.000 metros cuadrados de construcción que se levantaría sobre un terreno de aproximadamente 83.000 Mt2 a un costo de 200 millones de bolívares, con el esquema de propiedad multiuso, para ofrecer alojamiento de primera clase a turistas y gente de negocios, realizar compras sofisticadas y espacios de oficinas tecnológicamente avanzados. 
Se escogieron los terrenos ubicados en Chuao que formaban parte de unas viejas haciendas de caña, y que después sirvieron para instalar un acueducto que surtía de agua a Las Mercedes.
El proyecto arquitectónico de la Primera Etapa fue concebido por Diego Carbonell Parra, arquitecto venezolano de prestigio nacional e internacional, quien ideó la estructura conocida por su forma como la Pirámide Invertida; hasta el presente, una concepción arquitectónica única en el mundo. 
En el proyecto influyó mucho la cercanía del aeropuerto La Carlota, o Base Aérea Generalísimo Francisco de Miranda, por lo cual se tomaron en cuenta elementos como la curva del “cono” de aproximación al aeropuerto, lo que no permite mayor altura de la edificación. La Pirámide, condicionada a esa característica, se ideó de forma que el centro del edificio permitiera la entrada de luz, y una original fachada donde el piso de arriba le da sombra al de abajo; muy innovador en su época.
Los grandes artífices del CCCT fueron los arquitectos Diego Carbonell, venezolano; y Chris Ramos, estadounidense. 
Para este proyecto don Siro Febres-Cordero creó la empresa Ciudad Comercial Tamanaco, cuyos accionistas principales fueron: grupo Eraso, conformado por los hermanos Carlos y Guillermo Rodríguez Eraso, y la Sra. Josefina Eraso; grupo Blohm, conformado por Don Ernesto Blohm, Don Jorge Blohm, Don Cristóbal Blohm, Dr. Hernán Paoli y el Dr. Tito Fernández Morán; grupo Seguros Caracas, representado por el arquitecto Moisés Benacerraf; y grupo Rockefeller, representado por el Sr. Rodman Rockefeller. Una vez finalizada la Primera Etapa, el grupo Rockefeller se retiró del proyecto, incorporándose en su lugar el grupo Desarrollos Judibana, representado por el Sr. Frank Rothaug quien se integró a la junta directiva como vicepresidente, con el Dr. Francisco Pacheco. También apoyaron esta obra: el Dr. Enrique Delfino, promotor del Parque Central; el Dr. Armando Tamayo Suárez; el Sr. José Mario Parra; el Sr. Salvador Salvatierra, presidente del antiguo Banco Unión; el Sr. Ricardo Bazan Sr. jose Nicolas Bazan entre otros inversionistas. 
También estuvo involucrado en la obra,  Nelson Rockefeller, quien para el momento creó un marco económico (la International Basic Economy Corporation -IBEC, que, según él, transformaría las economías y sociedades de los países de América Latina de modo que alcanzaran los estándares del nivel de vida norteamericano o se acercaran a éstos.
En el año 1972 se inició la construcción de la edificación que llevaría el nombre del heroico Cacique Tamanaco, una gran pirámide invertida, que despertaba la curiosidad de quienes desde la autopista Francisco Fajardo divisaban esta majestuosa obra a cargo de los ingenieros Francisco Pérez Rodríguez, Luís Enrique Madriz y Manuel Porras, quienes estuvieron apoyados por el ingeniero estructuralista Hugo Hernández López y un grupo de aproximadamente 12 ingenieros que trabajaron las estructuras mecánicas, hidráulicas  y eléctricas. 
La construcción de la Primera Etapa que culminó en 1976, se hizo a través de un  consorcio formado por tres empresas: Fibrocemento, Inversora Taca y la Constructora de los Hermanos González. El ingeniero Francisco Pérez Rodríguez, se encargó de la inspección de la obra. En esta Ciudad Comercial se utilizaron materiales de construcción considerados de óptima calidad,  como concreto de alta resistencia, cables importados de Inglaterra, además de otros materiales nacionales como la madera llamada Curarire, de gran resistencia. Uno de los aspectos que aún hace muy atractivo el CCCT para sus visitantes es su gran estacionamiento de más de 5 mil puestos, considerado el más grande de la capital venezolana y el más cómodo, por la amplitud de los espacios para maniobrar y para estacionar.
La creación de grandes pasillos en el CCCT fue una tendencia arquitectónica mundial en los años 70,  a lo cual se agregó la novedosa idea de colocar las escaleras mecánicas en posiciones estratégicas con la intención de que los visitantes pasaran obligatoriamente por el frente de diversas tiendas.
Cuando se inauguró la Primera Etapa, el metro cuadrado en locales costaba 2. 800 bolívares y en oficinas 1. 200 bolívares. Aunque este precio para la década de los 70 representaba una elevada cantidad de dinero, al CCCT llegaron las mejores marcas internacionales en ese momento.
Esta Primera Etapa, culminada en 1976, incluía como anclaje comercial 9 salas de cine, el automercado CADA y la tienda por departamentos BECO. Luego se instalaron comercios que se hicieron emblemáticos para nuestra sociedad caraqueña como lo fueron Banco Hipotecario de Occidente dirigido por el Dr. Edgar Espejo, Banco Latino, Cine Casino, Joyería Hermanos Roca, The Seasons Club de Juan Fernandes, Audio Video Caribe, Maison Dorée de Juan Silvestre y el City Hall de los hermanos Guillermo y Francisco Fernandes  que luego se llamó Paládium, la línea aérea nacional Viasa, Ted Lapidus, Synnonime, Cómplice.
Pero los primeros comercios, los pioneros que se instalaron mientras estaban aun rodeados de obras en construcción y adaptaciones de espacios para próximos locales fueron la Frutería del señor Cachucho en el nivel Planta Baja, y la librería El Grupo de la señora Maritza García de Rangel, en el nivel C1, quien recuerda que el único automóvil que aparcaba en el majestuoso estacionamiento con capacidad para 5.500 vehículos era el suyo, un Ford Ltd último modelo.
Entre los primeros ocupantes de oficinas en la Pirámide Invertida estuvieron el Dr. Carlos Trujillo, Dr. Arturo Pérez Briceño, Sr. Pedro Beniche; los odontólogos Dr. Oreadi, Dr. Fabio Febres, Dra. Ivonne Antonini, y Dr. Cuberos. En la misma área definida como Primera Etapa está la Mezzanina Oeste con 35 oficinas, el Sector Yarey con 40 oficinas, y el Centro Profesional Tamanaco con 60 oficinas.

### Edificación de la segunda etapa del CCCT (1977–1982)
Casi inmediatamente de finalizar la Primera Etapa, y muy animados por la aceptación de comerciantes y empresarios que compraban sus metros cuadrados tanto en locales como en oficinas en esa Etapa, los constructores comenzaron la Segunda Etapa del CCCT en 1977.
Esta vez el arquitecto del proyecto fue Chris Ramos, de Kansas City, quien ya había  participado en otros proyectos de shopping centers en Estados Unidos a través de Rodman Rockfeller director del grupo económico CADA quien también financiaba esta obra.
Al iniciarse la Segunda Etapa se incorporó el Ing. Enrique Pardo Morales con un equipo de ingenieros y arquitectos para contribuir con la supervisión de la obra en la que participaron más de 120 contratistas, desde Fundaciones Franki en la ejecución de los pilotes, pasando por Constructora Grespan a cargo de las estructuras; Industrias Metalúrgica Patricio; Ascensores Schindler; la empresa constructora del Sr. Sabatino De Antoniis a cargo de los elementos de fachada y la albañilería; la empresa del Sr. Mario Tonazzi a cargo de las instalaciones eléctricas y sanitarias, con Michele Toglia y Giorgio Scipioni; General Electric de Venezuela con el Ing. Eduardo Albinagorta al frente, a cargo de las instalaciones de aire acondicionado;  y muchos más.
Para el financiamiento de una obra de tal magnitud, se creó un pool de bancos internacionales con el  Bank of America como líder; y un pool de bancos nacionales cuyo líder fue el Banco Latino. 
La Segunda Etapa está constituida por cuatro torres de oficinas, tres niveles de locales comerciales y un hotel.
La Torre A cuenta con 100 oficinas; la Torre B, con 120; la Torre C, con 130; y la Torre D  con 50 oficinas. El Hotel CCT tiene una disponibilidad de 200 habitaciones. En su conjunto hay gimnasio, canchas de tenis, piscina, salones para reuniones y fiestas, y restaurantes de categoría internacional.
En este 36 Aniversario se recuerda con especial reconocimiento al Dr. Óscar Torres Partidas quien fue el gerente administrativo durante todo el proceso de construcción de ambas etapas; igualmente a la Sra. Elena De Godos, encargada de las ventas durante todo ese período; Maura Millán quien llegó a la oficina de la obra en 1972 y todavía tiene presencia diaria en el CCCT.

### Década de los 2000
Alrededor del año 2002, los copropietarios del CCCT, representados por sus juntas de condominio, y articulados por la Administradora CCCT, S.A. y por la Administradora Estacecete C.A., decidieron darle una fuerza renovadora al Centro Comercial para modernizarlo y mantenerlo en el sitial privilegiado entre los centros comerciales del país. Así se comenzaron los trabajos de sustitución de pisos; la remodelación de techos; la remodelación y equipamiento de todos los baños públicos; la repotenciación de sus salas de máquinas con nuevas bombas; la sustitución de todos sus chillers. Se implementaron los más modernos conceptos en seguridad industrial, en seguridad personal, en administración de los recursos obtenidos por pago alícuotas de condominio.
En el año 2010 el CCCT recibió de Fondonorma la certificación de calidad ISO 9001: el primer centro comercial de Venezuela en recibirla. Esta certificación se refiere a la línea de “servicios de mantenimiento técnico y de infraestructura, obras civiles, autorización y control de remodelaciones, seguridad industrial (áreas comunes, e inspección de locales)”
Han sido varias las publicaciones del CCCT que han informado sobre sus actividades, tanto a sus copropietarios como al público en general: CECETÉ MAGAZINE, CCCT NEWS, MI CCCT.COM, Ciudad CCCT, y MiCCCTips con su versión para la página Web  actualmente vigente.
Develación de placa en homenaje al Dr. Siro Febres-Cordero. El 24 de noviembre de 1999 se develó una placa alusiva a la memoria de don Siro Febres-Cordero, quien hizo de su sueño la realidad que es hoy nuestro Centro Ciudad Comercial Tamanaco.
Las mini-tiendas: una atracción comercial para los visitantes del CCCT A partir de 1984 se empezaron a instalar las mini-tiendas en los distintos corredores y patios del Centro Comercial. Todas bajo un mismo esquema arquitectónico que armonizan con el resto del ambiente. Hoy se cuentan por decenas las mini-tiendas que aportan una gran variedad de productos y servicios en el CCCT.
Para la Navidad del año 1978 fue cuando se encendió el 15 de noviembre en la fachada Oeste del CCCT, por primera vez, el trineo de Santa, que ha permanecido hasta el presente como un icono de las navidades caraqueñas.
En octubre de 1994 la Orquesta Sinfónica Venezuela, bajo la conducción del maestro Eduardo Marturet, ofreció un magnífico concierto disfrutado por 
gran parte del público que se encontraba ahí visitando las instalaciones del Centro Comercial. El espectáculo contó con la presencia, entre otros, de la alcaldesa del Municipio Chacao, Irene Sáez.
La  primera Feria de Comida de Venezuela y Latinoamérica se abrió en el CCCT.
El CCCT ha liderado,  por más de cuatro décadas, el movimiento comercial caraqueño.

## Terraza del CCCT
| País                                                           | Artista                                     | Año       |
| -------------------------------------------------------------- | ------------------------------------------- | --------- |
| Bandera de Francia                                             | Manu Chao                                   | 2001      |
| Bandera de Colombia                                            | Juanes                                      | 2002      |
| Bandera de España                                              | Enrique Bunbury                             | 2002      |
| Bandera de México                                              | Zurdok                                      | 2002      |
| Bandera de Uruguay                                             | Jorge Drexler                               | 2002      |
| Bandera de Argentina                                           | Roken                                       | 2003      |
| Bandera de Finlandia                                           | Sinergy                                     | 2003      |
| Bandera de Estados Unidos                                      | Deicide                                     | 2003      |
| Bandera de México                                              | Molotov                                     | 2004      |
| Bandera de Jamaica                                             | Sean Paul                                   | 2004      |
| Bandera de España                                              | Álex Ubago                                  | 2004      |
| Bandera de Estados Unidos                                      | Backstreet Boys                             | 2009-2010 |
| Bandera de México                                              | Vicente Fernández                           | 2009      |
| Bandera de España                                              | La Quinta Estación                          | 2009      |
| Bandera de España                                              | Melendi                                     | 2009-2012 |
| Bandera de Canadá                                              | Nelly Furtado                               | 2010      |
| Bandera de Estados Unidos · Bandera del Reino Unido            | Dream Theater + Whitesnake                  | 2010      |
| Bandera de Estados Unidos                                      | Cynic                                       | 2010      |
| Bandera de Estados Unidos                                      | Bigelf                                      | 2010      |
| Bandera de Argentina                                           | Teen Angels                                 | 2010      |
| Bandera de España                                              | Hombres G                                   | 2010      |
| Bandera de México                                              | Camila                                      | 2010-2011 |
| Bandera de Panamá                                              | Miguel Bosé                                 | 2010      |
| Bandera de España                                              | David Bisbal                                | 2010      |
| Bandera de España                                              | Mónica Naranjo                              | 2010      |
| Bandera de Estados Unidos                                      | Paramore                                    | 2010      |
| Bandera de Italia                                              | Andrea Bocelli                              | 2011      |
| Bandera de México                                              | Julieta Venegas                             | 2010-2011 |
| Bandera de México                                              | Alejandro Fernández                         | 2011      |
| Bandera de Inglaterra                                          | Judas Priest                                | 2011      |
| Bandera de Canadá                                              | Avril Lavigne                               | 2011      |
| Bandera de Surinam                                             | Chuckie                                     | 2011      |
| Bandera de España                                              | Enrique Iglesias                            | 2011      |
| Bandera de Argentina · Bandera de Chile                        | Los Cafres + Quique Neira                   | 2011      |
| Bandera de Argentina                                           | Noel Schajris                               | 2011      |
| Bandera de los Países Bajos                                    | Dj Tiesto                                   | 2011      |
| Bandera de Estados Unidos                                      | Nick Jonas & The Administration             | 2011      |
| Bandera de Puerto Rico                                         | Luis Fonsi + Olga Tañón                     | 2011-2012 |
| Bandera de Italia                                              | Laura Pausini                               | 2012      |
| Bandera de la República Dominicana                             | Juan Luis Guerra                            | 2012      |
| Bandera del Reino Unido                                        | Marillion                                   | 2012      |
| Bandera de Estados Unidos                                      | Evanescence                                 | 2012      |
| Bandera de Suecia                                              | Roxette                                     | 2012      |
| Bandera de Estados Unidos                                      | Sky Blu                                     | 2012      |
| Bandera de España                                              | Julio Iglesias                              | 2012      |
| Bandera del Reino Unido                                        | Ali Campbell                                | 2012      |
| Bandera de Estados Unidos                                      | Romeo Santos                                | 2012      |
| Bandera de España                                              | Hombres G                                   | 2012      |
| Bandera de Guatemala                                           | Ricardo Arjona                              | 2012      |
| Bandera del Reino Unido                                        | Il Divo                                     | 2012      |
| Bandera de España                                              | Natalia Jiménez                             | 2012      |
| Bandera de Puerto Rico                                         | Menudo                                      | 2012      |
| Bandera de Puerto Rico                                         | Gilberto Santa Rosa                         | 2012      |
| Bandera de Estados Unidos · Bandera de Puerto Rico             | Marc Anthony + Chayanne                     | 2012      |
| Bandera de Estados Unidos                                      | Steve Aoki                                  | 2013      |
| Bandera de Colombia                                            | Andrés Cepeda (cantante)                    | 2013      |
| Bandera de Nicaragua                                           | Luis Enrique (cantante)                     | 2013      |
| Bandera de Cuba                                                | Lena Burke                                  | 2013      |
| Bandera de México                                              | Marco Antonio Solis                         | 2013      |
| Bandera de Colombia                                            | Silvestre Dangond                           | 2013      |
| Bandera de Italia                                              | Mauro Picotto                               | 2013      |
| Bandera de México · Bandera de Colombia                        | Ana Gabriel + Jorge Celedon                 | 2013      |
| Bandera de Argentina                                           | Fito Paez                                   | 2013      |
| Bandera de Puerto Rico                                         | Wisin                                       | 2013      |
| Bandera de Estados Unidos                                      | Víctor Manuelle                             | 2014      |
| Bandera de México                                              | Gloria Trevi                                | 2015      |
| Bandera de Estados Unidos                                      | Nicky Jam                                   | 2015      |
| Bandera de México                                              | Sin Bandera                                 | 2017      |
| Bandera de Puerto Rico                                         | Zion & Lennox                               | 2019      |
| Bandera de Estados Unidos                                      | Justin Quiles                               | 2019      |
| Bandera de Venezuela                                           | Jery Di                                     | 2019      |
| Bandera de Venezuela                                           | La melodía perfecta                         | 2019      |
| Bandera de Venezuela                                           | Jambene                                     | 2019      |
| Bandera de Panamá                                              | Sech                                        | 2022      |
| Bandera de Colombia                                            | Morat                                       | 2022      |
| Bandera de Puerto Rico · Bandera de Cuba · Bandera de Colombia | La India (cantante) + Rey Ruiz + Grupo Galé | 2023      |
| Bandera de México                                              | Ha*Ash                                      | 2023      |
| Bandera de España                                              | Hombres G                                   | 2023      |
| Bandera de Estados Unidos                                      | Eladio Carrión                              | 2023      |
| Bandera de México                                              | Jesse & Joy                                 | 2024      |
| Bandera de Estados Unidos · Bandera de Colombia                | Justin Quiles + Beéle                       | 2024      |

## Hotel CCCT
| Portugal                           | Amalia Rodrigues                | Año1957 |
| ---------------------------------- | ------------------------------- | ------- |
| Bandera de Estados Unidos          | The Platters                    | 1959    |
| Bandera de Italia                  | Domenico Modugno                | 1959    |
| Bandera de Estados Unidos          | Nancy Wilson (cantante)         | 1961    |
| Bandera de Estados Unidos          | Sammy Davis Jr.                 | 1962    |
| Bandera de Italia                  | Nico Fidenco                    | 1963    |
| Bandera de Estados Unidos          | The Trashmen                    | 1964    |
| Bandera de Estados Unidos          | Barbara McNair                  | 1964    |
| Bandera de Estados Unidos          | hukugtkiytuik                   | 1964    |
| Bandera de Estados Unidos          | Tito Puente                     | 1964    |
| Bandera de Italia                  | Rita Pavone                     | 1965    |
| Bandera de Italia                  | Teddy Reno                      | 1965    |
| Bandera de Italia                  | Brenda Lee                      | 1965    |
| Bandera de Cuba                    | Olga Guillot                    | 1967    |
| Bandera de Italia                  | Charles Aznavour                | 1967    |
| Bandera de Perú                    | Los Doltons                     | 1967    |
| Bandera de Sudáfrica               | Miriam Makeba                   | 1967    |
| Bandera de Brasil                  | Roberto Carlos (cantante)       | 1968    |
| Bandera de Italia                  | Ornella Vanoni                  | 1968    |
| Bandera de Brasil                  | Astrud Gilberto                 | 1970    |
| Bandera de Italia                  | Ivano Fossati                   | 1971    |
| Bandera de Chile                   | Los Ángeles Negros              | 1971    |
| Bandera de Estados Unidos          | Bobby Vinton                    | 1974    |
| Bandera del Reino Unido            | Tom Jones (cantante)            | 1974    |
| Bandera de Alemania                | Marlene Dietrich                | 1974    |
| Bandera de Francia                 | Riccardo Cocciante              | 1975    |
| Bandera del Reino Unido            | George Harrison                 | 1976    |
| Bandera de Estados Unidos          | Chubby Checker                  | 1976    |
| Bandera de Italia                  | Riccardo Cocciante              | 1976    |
| Bandera de Estados Unidos          | Tina Turner                     | 1977    |
| Bandera de Francia                 | Ray Conniff                     | 1978    |
| Portugal                           | Amalia Rodrigues                | 1978    |
| Bandera de Estados Unidos          | David Soul                      | 1978    |
| Bandera de Estados Unidos          | Spyro Gyra                      | 1981    |
| Bandera de Estados Unidos          | Roberta Flack                   | 1982    |
| Bandera de Italia                  | Nicola Di Bari                  | 1983    |
| Bandera de Estados Unidos          | Laura Branigan                  | 1989    |
| Bandera de Estados Unidos          | George Benson                   | 1991    |
| Bandera de Estados Unidos          | B.B. King                       | 1992    |
| Bandera de México                  | Bibi Gaytán                     | 1992    |
| Bandera de Inglaterra              | Napalm Death                    | 1992    |
| Bandera del Reino Unido            | Ian Anderson                    | 1993    |
| Bandera del Reino Unido            | Duran Duran                     | 1993    |
| Bandera de Estados Unidos          | John H. Hammond                 | 1995    |
| Bandera de Australia               | Men at Work                     | 2000    |
| Bandera de Puerto Rico             | Carlos Ponce                    | 2000    |
| Bandera de Estados Unidos          | Al Di Meola                     | 2001    |
| Bandera de España                  | Rosario Flores + Lola Flores    | 2004    |
| Bandera de Argentina               | Bajofondo                       | 2004    |
| Bandera de España                  | José Luis Perales               | 2005    |
| Bandera de Uruguay                 | Luciano Supervielle             | 2005    |
| Bandera de Francia                 | Cedric Gervais                  | 2005    |
| Bandera de Argentina               | Raúl di Blasio                  | 2005    |
| Bandera de los Países Bajos        | Ferry Corsten                   | 2005    |
| Bandera de Francia                 | Miss Kittin                     | 2005    |
| Bandera de Alemania                | Tom Novy                        | 2006    |
| Bandera del Reino Unido            | Richie Hawtin                   | 2006    |
| Bandera de Italia                  | Marco Carola                    | 2006    |
| Bandera de Estados Unidos          | Felix da Housecat               | 2006    |
| Bandera de Estados Unidos          | Matisyahu                       | 2007    |
| Bandera de Estados Unidos          | Bon Jovi                        | 2007    |
| Bandera de España                  | Dyango                          | 2007    |
| Bandera del Reino Unido            | Above & Beyond                  | 2007    |
| Bandera de España                  | Julio Iglesias                  | 2008    |
| Bandera de España                  | Chambao Sander Kleinenberg      | 2008    |
| Bandera de Estados Unidos          | Michael Bolton                  | 2008    |
| Bandera de Rusia                   | DJ M.E.G.                       | 2008    |
| Bandera de Estados Unidos          | Chris Kilmore                   | 2008    |
| Bandera de Francia                 | Antoine Clamaran                | 2008    |
| Bandera de los Países Bajos        | Sander Kleinenberg              | 2008    |
| Bandera de Estados Unidos          | Elton John                      | 2009    |
| Bandera de Panamá                  | Roberto Blades                  | 2009    |
| Bandera de Italia                  | Audiofly                        | 2009    |
| Bandera de Estados Unidos          | Pitbull (cantante)              | 2010    |
| Bandera de Estados Unidos          | Dionne Warwick                  | 2010    |
| Bandera de Rumania                 | Edward Maya                     | 2011    |
| Bandera de México                  | Emmanuel                        | 2011    |
| Bandera de Italia                  | Neri Per Caso                   | 2011    |
| Bandera de Irán                    | Dubfire                         | 2011    |
| Bandera de Japón                   | Satoshi Tomiie                  | 2011    |
| Bandera de Italia                  | Umberto Tozzi                   | 2011    |
| Bandera de Estados Unidos          | Premios Heat Latin Music Awards | 2011    |
| Bandera de España                  | David Bisbal                    | 2011    |
| Bandera de Colombia                | Reykon                          | 2011    |
| Bandera de Inglaterra              | Steven Wilson                   | 2012    |
| Bandera de Estados Unidos          | Prince Royce                    | 2012    |
| Bandera de Estados Unidos          | Larry Harlow                    | 2012    |
| Bandera de Argentina               | Axel (cantante)                 | 2012    |
| Bandera de Inglaterra              | Marillion                       | 2012    |
| Bandera de Francia                 | Bob Sinclar                     | 2012    |
| Bandera de Puerto Rico             | José Feliciano                  | 2012    |
| Bandera de Estados Unidos          | Jencarlos Canela                | 2012    |
| Bandera de México                  | Yuridia                         | 2013    |
| Bandera de Estados Unidos          | Premios Heat Latin Music Awards | 2015    |
| Bandera de Puerto Rico             | Tito El Bambino                 | 2015    |
| Bandera de Puerto Rico             | Farruko                         | 2015    |
| Bandera de la República Dominicana | Sharlene Taule + Mozart La Para | 2015    |